# Kroksjön (Våthults socken, Småland)
Kroksjön är en sjö i Gislaveds kommun i Småland och ingår i Nissans huvudavrinningsområde.